# Nueva Germania
Nueva Germania (en alemán: Neues Deutschland/Neugermanien) es un distrito del departamento paraguayo de San Pedro. Fue fundado como colonia alemana el 23 de agosto de 1887 por el  Dr. Bernhard Förster, quien estaba casado con Elisabeth Förster-Nietzsche, hermana del filósofo alemán Friedrich Wilhelm Nietzsche. Su pretensión era crear una comunidad modelo en el Nuevo Mundo y probar su paradigma racial y antisemita. Sus ideas se vieron influidas por el creciente antisemitismo de su época, que les llevó a la idea de crear una Nueva Germania alejada de la influencia judía. Quedan muchas reminiscencias germánicas y existe un museo que recuerda los orígenes de la comunidad. Se encuentra aproximadamente a 300 km de la ciudad de Asunción.
Debido a esta historia eugenésica y antisemita, la ciudad se representa a menudo en medios de forma sensacionalista, lo que sus habitantes contemporáneos rechazan, como informa Jonatan Kurzwelly en su libro sobre la ciudad.

## Historia
La ciudad de Nueva Germania fue fundada en 1886 por Elisabeth Nietzsche, hermana del famoso filósofo alemán Friedrich Nietzsche, acompañada por su marido Bernhard Förster dieciséis años después de terminada la Guerra de la Triple Alianza, al margen del Río Aguaray – Guazú, a unos 250 kilómetros de Asunción. Conjuntamente con 14 familias germanas llegaron hasta el corazón de la selva paraguaya con el propósito de fundar una colonia donde pudieran poner en práctica las ideas de Bernhard Förster sobre la superioridad de la raza aria. El sueño declarado de Förster era crear un foco de desarrollo germánico, lejos de la influencia de los judíos, entendida como nefasta por el mismo.
El controvertido fundador de Nueva Germania, Bernhard Förster, negoció con el General Bernardino Caballero los títulos de la tierra en cuestión. Sin embargo, en el año 1889 se suicidó en la ciudad de San Bernardino, localidad ocupada también masivamente por alemanes, y su esposa se vio forzada a retornar a Alemania en el año 1890.
La utopía no pudo desarrollarse, debido a la rudeza del medio selvático, y los colonos que se quedaron pronto se olvidaron de los principios originales del ideal de Bernhard Förster y acabaron integrándose totalmente a la cultura paraguaya. Uno de los motivos principales fue la ausencia de mujeres en la colonia lo cual motivo que los jóvenes se fijaran en las nativas y formaran nuevas familias. Clara prueba de estos hechos es la composición actual de la colonia. Sobre este particular es necesario destacar que esta colonia se estableció apenas dieciséis años después de la guerra de la Triple Alianza, donde las consecuencias demográficas de la misma provocan un desbalance entre mujeres y hombres. Los hombres sobrevivientes se estimaron en apenas 14 000 y las mujeres sobrevivientes 180 000. De una población que antes de la guerra era de alrededor de 800.000 personas. Estos números explican la alta disponibilidad de mujeres para los nuevos colonos. Hoy Nueva Germania es una apacible comunidad sampedrana dedicada a la agricultura especialmente al cultivo y la producción de la yerba mate.
Nueva Germania se convirtió en una comunidad tranquila y relativamente pobre del distrito de San Pedro. Los tres idiomas más hablados son el alemán, el guaraní y el germano, y las dos religiones principales son el catolicismo y el luteranismo (el segundo practicado sobre todo por descendientes de alemanes). La historia de la fundación de la ciudad llevó a celebrar la mezcla de las culturas alemana y paraguaya como patrimonio conjunto de la ciudad, y sus habitantes se autodenominan germaninos. Como describe Jonatan Kurzwelly en su libro Personas e Identidades en Nueva Germania (en inglés: People and Identities in Nueva Germania), la gente se identifica como alemana, paraguaya o germanina en distintas situaciones.

## Geografía
Limita al norte con Tacuatí; al sur con Lima, separado por el Río Aguaray Guazú; al este con el Departamento de Amambay y Santa Rosa del Aguaray; al oeste con San Pedro de Ycuamandiyú y Tacuatí.
El distrito de Nueva Germania se encuentra regado por las aguas del Río Aguaray Guazú, el Río Verde y por los siguientes arroyos: Tuyutí, Empalado y Aguaray-mí.

## Clima
El clima es tropical, húmedo, con abundantes lluvias, una temperatura máxima de aproximadamente 35 °C, una mínima de 10 °C y una media estimada de 23 °C con una alta humedad de 80%. Las precipitaciones sobrepasan los 1300 mm sobre todo en verano.

## Demografía
En el año 1992 su población había llegado a 17.148 habitantes, pero después de experimentar el desprendimiento de un sector de su territorio, para dar lugar a la creación de Santa Rosa del Aguaray, en el año 2002 presentó una población total muy baja. Su población es mayoritariamente rural, ocupada en actividades agropecuarias.

## Economía
Uno de los rubros más importantes es la producción de yerba mate, también cultivan caña dulce, algodón, mandioca, tabaco, girasol, soja, trigo, banana, naranja dulce, naranja agria, cedrón paraguay y sésamo.

## Infraestructura
La Ruta PY08 es la principal vía de comunicación que lo conecta con la capital del país, Asunción, y con otras localidades del departamento. También la Ruta PY11 lo comunica con San Pedro de Ycuamandiyú.
Los caminos son terraplenados y enripiados y unen los distritos entre sí y con la capital del departamento. Cuenta con una emisora de radio que sirve a los ciudadanos para comunicarse todo tipo de actividades.

## Película
En 2019 se estrenó Un suelo lejano, película documental coproducción de Paraguay y Argentina dirigida por Gabriel Muro sobre la historia de Nueva Germania.